# Demetrio Volcic
Demetrio Volcic (né Dimitrij Volčič le 22 novembre 1931 à Ljubljana en Slovénie et mort le 5 décembre 2021 à Gorizia) est un journaliste et un homme politique italien d'origine slovène.

## Biographie
Demetrio Volcic a été journaliste à la Rai. Correspondant de presse, notamment à Prague, Vienne, Bonn et surtout Moscou, il parlait couramment six langues. Il a enseigné la politique internationale à l'université de Trieste,. L'université d'Udine lui a conféré le titre de docteur honoris causa en Relations Publiques en 2006,.
Il a été député européen des Démocrates de gauche et sénateur de la XIIIe législature.